# Parque Aquático Yingdong

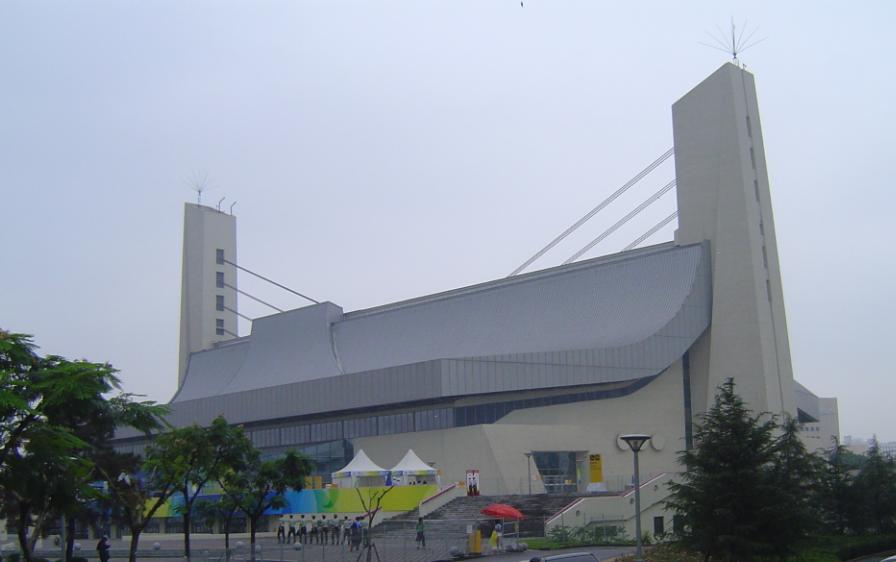
Parque Aquático Yingdong

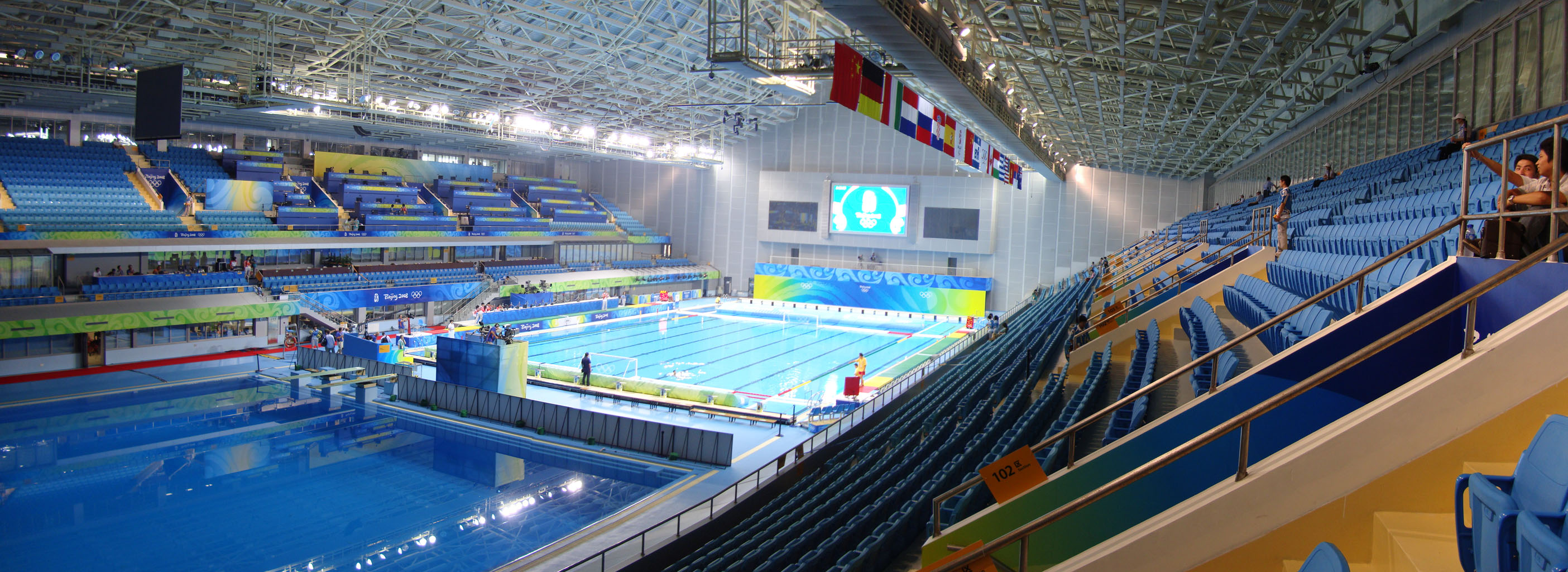
Visão interna do Parque Aquático

O Parque Aquático Yingdong é um local para a prática de natação situado no Olympic Green, parque que concentrou as principais instalações dos Jogos Olímpicos de Verão de 2008, em Pequim. Foi originalmente construído para os Jogos Asiáticos de 1990, e sofreu reformas para as Olimpíadas, onde sediou as competições de pólo aquático e as provas de natação do pentatlo moderno. Tem capacidade para 4.852 pessoas e ocupa uma área de 44.635 m². A reforma terminou em 10 de setembro de 2007.